# Polygordiidae
I Polygordiidae Czerniavsky, 1881 sono una famiglia di Polychaeta.

## Generi
- Polygordius Schneider, 1868